# TV Nova
TV Nova ist ein Vollprogramm-Privatfernsehen in Tschechien mit Sitz in Prag. Die erste Sendung wurde am 4. Februar 1994 ausgestrahlt. Der Sender gehört der Mediengruppe Central European Media Enterprises. Erster Generaldirektor des Senders war Vladimír Železný.

## Geschichte
Von 1999 bis 2003 führten Konflikte zwischen den Lizenzeignern CET 21 und der den Start des Fernsehsenders finanzierenden CME-Gruppe zu einem Schiedsverfahren. Hierbei wurde der Tschechische Staat zu einer Entschädigung von zehn Milliarden Kronen an die CME verurteilt.

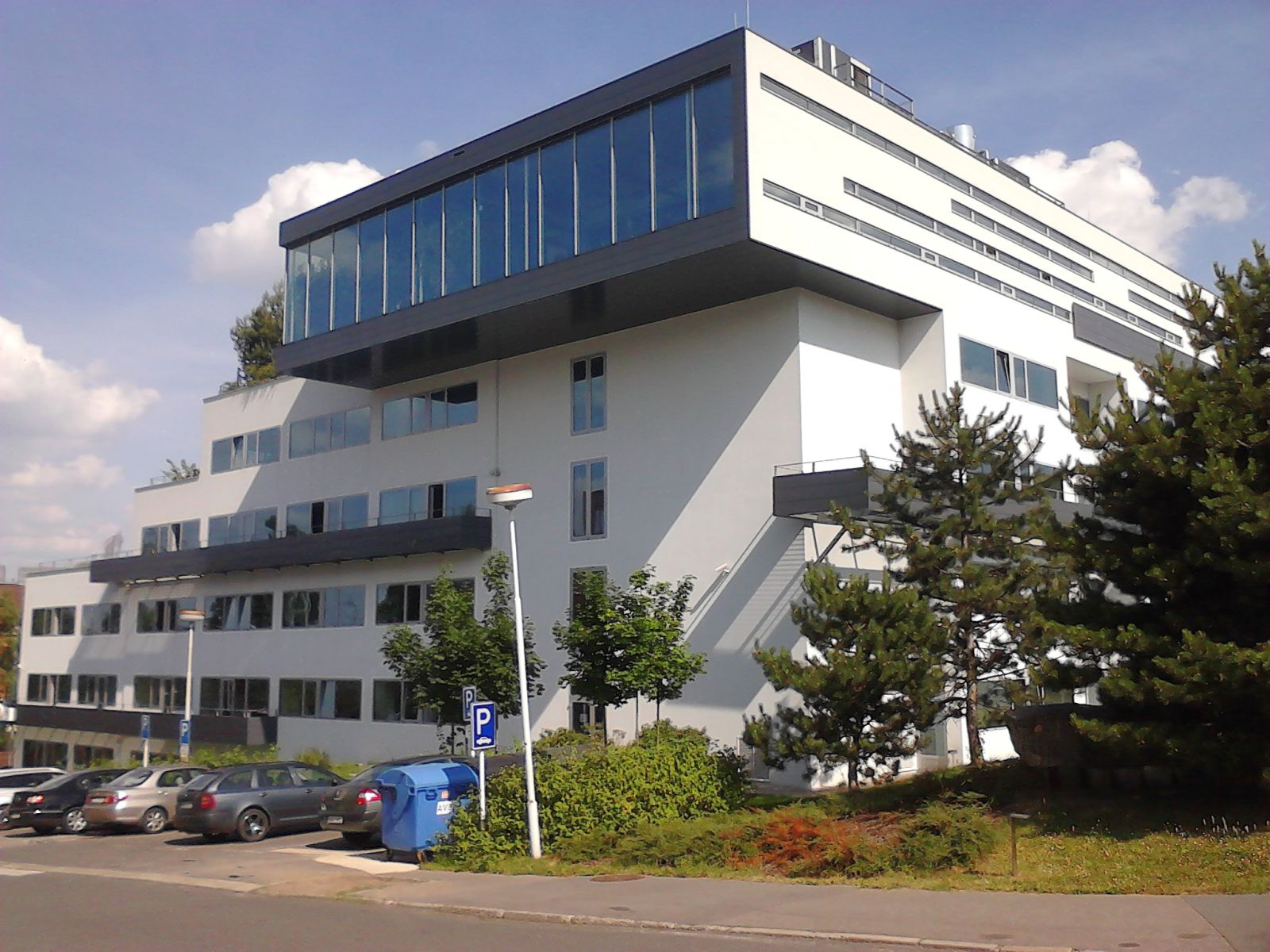
TV Nova im Barrandov

Bis September 1999, als die Auseinandersetzungen mit CME begannen, strahlte der Sender von der Vladislavova-Straße in Prag aus, danach wurde der Sitz in die Filmstudios Barrandov verlegt.

## Nova News
TV Nova sendet seit 1994 Nachrichtensendungen.
- Morgen TV News
- Mittags TV News
- Nachmittags TV News
- Television Zeitung
- Sportzeitung
- Wochenende
- Wetter
- Frühstück

## Programm
Nova sendet 24 Stunden am Tag. Es werden Serien, Sitcoms und Filme gezeigt.

### Inländische Serien
- Der Expositur
- Comeback
- CSI:Engel
- Chirurgie im Rosengarten
- Die Versicherungsgesellschaft Vermögen

### Ausländische Serien
- CSI: Las Vegas
- CSI: Miami
- Davina & Shania – We love Monaco
- Die Geissens – Eine schrecklich glamouröse Familie
- The Mentalist